# 龙芯3A/B5000
龙芯3A5000/B5000是龙芯中科于2021年7月23日发布的，采用了LoongArch指令集和LA464微架构，面向个人计算机、服务器等信息化领域新一代的通用处理器。与上一代产品相比，频率提升至2.5GHz，功耗降低30%，性能提升50%，峰值运算速度达到160GFlops。龙芯3B5000在龙芯3A5000的基础上支持多路互连。